# 石坂音四郎

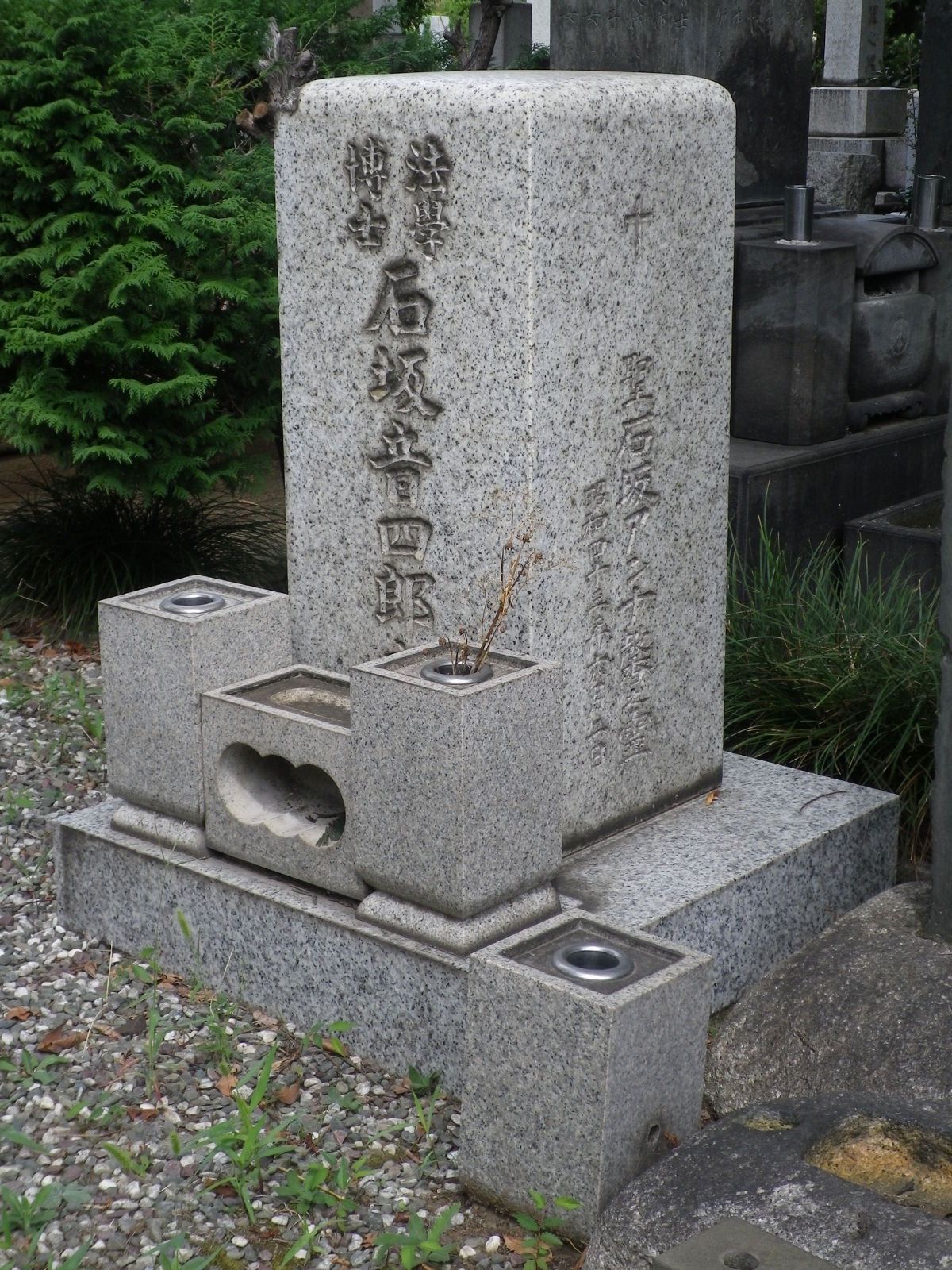
石坂音四郎の墓（雑司ヶ谷霊園）

石坂 音四郎（いしざか おとしろう、1877年（明治10年）12月9日 - 1917年（大正6年）4月21日）は、日本の法学者。専門は民法。京都帝国大学法科大学教授、東京帝国大学法科大学教授を歴任。土方寧に師事。

## 来歴
熊本県上益城郡上島村（現：嘉島町）出身。
第一高等学校在学時には同期の松平恆雄（外交官、宮相）や長島隆二（衆議院議員）と親友になり、一軒家を借りて共同生活をしていたことがある。その後、東京帝国大学に進学して、1902年（明治35年）に法科大学独法科を首席で卒業。
同年京都帝国大学講師、1903年（明治36年）助教授となり、3年間民法研究のためドイツ・フランスへ留学。帰国後の1907年（明治40年）に教授となり、臨時台湾旧慣調査委員にも就任。1908年（明治41年）法学博士。1915年（大正4年）7月には東京帝国大学教授に転身したが、1917年（大正6年）に逝去。享年41、満年齢で39歳。

## 人物
ドイツ民法草案の大きな影響を受けた法典継受後の、ドイツ民法学説の影響を受けた民法解釈学を発展させた、いわゆる学説継受期の代表的人物。
大学卒業後15年間の研究生活、研究成果を公表しうる期間も10年足らずの短い期間であったが、ドイツ流儀の精緻・綿密な法解釈を展開、精力的な執筆活動により、同僚の岡松参太郎と共に京大民法学の全盛期を創出。財産法解釈論の完成者の一人、日本民法学におけるナンバー・ワンの巨匠とも評されている。
明治・大正期の裁判実務に大きな影響を与え、その著作はしばしば大審院の判決理由中に引用されるほどであったが、死後影響力は衰え、以後ライバルであった鳩山秀夫の学説が支配的になる。
石坂の学説は、三権分立の原則から客観的な法文解釈の枠組を維持し、厳密な論理操作によって結論を導くべきとしてジェニー、サレイユらの自由法論を退けながらも、一方で法の社会性を強調して概念法学を批判・修正したものであった（論理法学）。石坂は、法律は起草者個人の著作物ではなく、「人民ノ一般意思ヲ表現セルモノナリ」との立場に立ち、法解釈は法律そのものの意義を明らかにして、当該時代の当該社会における価値判断をも盛りこんで結論を導くことが必須であるとして立法時当初の立法者意思・起草者個人の学説の超克を説き、法律の解釈はもっぱら文献学的方法によるべきとするサヴィニーやフランス註釈学派などが主張する立法者意思説に対する法律意思説を確立。客観的な法律の条文に現れない理由書、議事録などのいわゆる立法資料から民法解釈学を解放したのである。
石坂に対しては、その主張にもかかわらず、ドイツ概念法学の典型であるとか、立法資料特にフランス民法や起草者（梅謙次郎など）の個人的見解を重視する立場から、本来の立法趣旨を損ねたなどとする批判があるが、起草者は石坂同様立法資料の法的拘束性を否定し、日本民法の解釈においても、フランス民法学的解釈ではなく、条文の文言を土台としてしかも体系的な論理解釈を駆使するというドイツ民法学的方法によるべきものとしている。また、石坂自身もドイツ・フランス・イタリアなどの諸文献を幅広く参照し、多角的な比較法研究を裏付けとしつつも、末弘厳太郎らに先駆けて「日本法学ノ独立」を説いており、外国法はその参考資料に留まると主張していたことに留意すべきであると指摘されている。
また、後の末弘らと異なり、判例をあたかも一個の学説のようにみてもっぱら学理的にその当否を論ずる、という石坂の判例批評の手法についての批判も強いが、「生ける法」としての判例研究という手法自体が当時のヨーロッパ法学会に確立されておらず、したがって判例研究（正確には判例批評）の先駆け的な存在であった梅謙次郎自身が石坂同様の方法論に依っていたことに注意が必要である。当時は、判例実務と学説学理との連携によって、法文の文理のみに囚われる初期の裁判実務からの脱却が図られていた時代でもあった。
主著として、『日本民法債権』、『民法研究』。